# Дмитрий Лаптев
Дмитрий Яковлевич Лаптев (на руски: Дмитрий Яковлевич Лаптев) е руски полярен изследовател, пътешественик, братовчед на Харитон Лаптев.

## Биография

### Произход и младежки години (1701 – 1734)
Роден е през 1701 г. в село Болотово, Великолукски уезд на Псковска губерния в дворянско семейство. През 1718 г. постъпва на служба в Балтийския флот като гардемарин и на 2 март 1721 г. е произведен в мичман. След четири години, вече като командир на кораб, плава във Финския залив, а през 1727 г. е капитан на фрегатата „Свети Яков“, с която плава до Любек в Германия.
През 1730 г. на фрегатата „Русия“ става първото запознанство на Дмитрий Лаптев с Арктика. На 19 март 1731 г. е произведен в лейтенант и през 1734 г. е зачислен във „Великата северна експедиция“, имаща за цел изследването и картирането на северното крайбрежие на Русия.

### Участие във Великата северна експедиция (1735 – 1742)
„Великата северна експедиция“ се осъществява в периода 1733 – 1743 г. Тя представлява една от най-големите географски експедиции в историята на човечеството, която позволява картографирането на по-голямата част от арктическия бряг на Сибир и части от северноамериканското крайбрежие и води до сериозното намаляване на белите петна на картата на света.
Дмитрий Лаптев е командирован в четвъртия, Ленско-Камчатски отряд, който получава много голяма задача – да опише северния бряг на Азия на изток от устието на река Лена до Беринговия проток. За началник на отряда е назначен шведът Питер Ласиниус (Пьотър Ласиниус). През юли 1735 г. Ласиниус на корабчето „Иркутск“ с екипаж от 52 души се спуска от Якутск по Лена, на 7 август навлиза в морето и завива на изток. На 14 август обаче тежки ледове принуждават „Иркутск“ да отстъпи обратно. Екипажът достига до залива Буор-Хая, където се зазимява. През есента Ласиниус отправя в Якутск четирима души с рапорта за плаването и изработените карти. С настъпването на студовете се налага съкращаване на дажбите, скоро се появяват първите признаци на скорбут и на 19 декември 1735 г. той става първата жертва на болестта. Към пролетта на 1736 г. умират още 39 души и за тези трагични събития се налага да се докладва в Якутск, като за там заминава Дмитрий Лаптев.
След смъртта на Ласиниус, по заповед на ръководителя на експедицията Витус Беринг, лейтенант Лаптев става ръководител на отряда. На 31 май 1736 г. от Якутск, с три големи лодки, натоварени с провизии и оборудване, Лаптев се спуска до устието на Лена, достига до зимовището на Ласиниус и прибира деветимата оцелели от групата му. Там зазименият „Иркутск“ е освободен от ледовете, на 11 август отново излиза в открито море и достига до 73º 16` с.ш., но след три дни, поради непроходими ледове, е принуден да отстъпи. Екипажът зимува в долното течение на река Лена.
През лятото на 1737 г. Лаптев докарва „Иркутск“ в Якутск, за да получи нови инструкции от началника на експедицията Витус Беринг, но не го заварва там и на 16 август се отправя за Петербург, където получава заповед да продължи изследването на крайбрежието на изток от устието на Лена до устието на река Колима. На обратния път в Иркутск, през септември 1738 г., Лаптев изпраща напред своя заместник щурмана Михаил Яковлевич Щербинин да подготви корабчето „Иркутск“ за плаване и да достави по суша продоволствие и оборудване в устието на Индигирка, като по пътя дотам да извърши редица измервания. Съгласно тази заповед, геодезистът Иван Киндяков през пролетта на 1739 картира залива Буор Хая и крайбрежието до делтата на река Яна на протежение 500 км, а Алексей Лошкин описва брега между устието на Яна и нос Свети Нос (около 500 км).
След като се завръща от Петербург, през пролетта на 1739 г. се спуска с корабчето „Иркутск“ от Якутск до устието на Лена, на 21 юни продължава на изток и след месец достига до нос Буор Хая. В края на месеца с попътен вятър навлиза в Източносибирско море като преминава през протока, наименуван по-късно на негово име. На 7 и 16 август в пролива открива два малки острова, които сега не съществуват и в началото на септември достига до устието на Индигирка. Настъпилите студове приковават корабчето в леден плен и Дмитрий Лаптев решава да зимува в устието на реката. Тук се осъществява неочаквана среща с бедстващата група на Иван Киндяков, която едва не загива от глад и студ. От мястото на зимуване през късната есен и ранната зима на 1739 г. за изследване на района Лаптев организира няколко изследователски групи: Алексей Лошкин заснема брега от Индигирка до Алазея (400 км), Михаил Щербинин – долното течение на река Яна, Иван Киндяков – долното течение на Индигирка, а сам Лаптев – река Хрома. Към началото на декември 1739 г. Лаптев съставя карта на изследвания огромен регион и заедно със събраните материали и корабния дневник ги изпраща по Алексей Лошкин в Петербург.
През пролетта на 1740 г. Иван Киндяков описва и картира брега от устието на Алазея до устието на Колима (около 500 км) и отбелязва неговия низинен и плосък характер.
През юни и юли 1740 г. с помощта на 85 души от местното население Лаптев успява са освободи „Иркутск“ от ледовете. На 31 юли корабът е напълно освободен и продължава на изток до устието на Колима, но около нос Голям Баранов (69°45′ с. ш. 164°05′ и. д. / 69.75° с. ш. 164.083333° и. д.) отново е спрян от ледовете на 23 август се връща в Нижнеколимск, където прави пето зимуване (за останалите живи спътници на Пьотър Ласиниус тя се оказва шеста). По време на зимуването Лаптев отново организира изследователски отряди: през есента на 1740 Иван Киндяков изследва Колима от устието ѝ до горното ѝ течение, а Михаил Щербинин картира пътя от Колима по течението на река Голям Анюй до горното течение на река Анадир.
През лятото на 1741 г. Лаптев прави нов опит да се придвижи на изток от нос Голям Баранов, който също е неуспешен и извършва шесто зимуване в Нижнеколимск, където се заема с дообработването на картата на изследванията си. Общата дължина на заснетата от неговите отряди брегова линия надхвърля 2500 км. В края на октомври 1741 г. изпраща в Петербург заболелия Щербинини (той умира по пътя в Иркутск на 1 юни 1742 г.) с всички събрани дотогава материали и изработената от него карта. По време на зимуването с 45 шейни с кучета изследва басейните на реките Голям Анюй и Анадир и извършва поход до Анадирския острог, където стига на 17 ноември. Оттам изпраща друга разузнавателна група, която извършва поход по замръзналата река Пенжина до Пенжинския залив и извършва заснемане на преминатия път.
От 9 юни до 3 август 1742 г. заедно с Киндяков картира течението на река Анадир от Анадирския острог до устието ѝ, след което се връща в Нижнеколимск, след това в Якутск и оттам се отправя за Петербург, където пристига през декември 1742 г.

### Следващи години (1742 – 1771)
След завръщането си от експедицията Дмитрий Лаптев продължава да служи в Балтийския флот на различни кораби (1750 – кораба „Свети Йоан Златоуст“; 1751 – кораба „Свети Йоан Златоуст втори“; 1756 – „Свети Николай“). На 5 май 1757 г. е произведен в контраадмирал и командва кронщадската ескадра. На 30 януари 1762 г. е уволнен от военна служба с чин вицеадмирал.
Умира в родното си село на 20 януари 1771 г. на 70-годишна възраст.

## Памет
Неговото име носят:
- нос Лаптев (69°34′ с. ш. 162°04′ и. д. / 69.566667° с. ш. 162.066667° и. д.) на Източносибирско море в устието на река Колима;
- нос Лаптев (73°27′ с. ш. 126°51′ и. д. / 73.45° с. ш. 126.85° и. д.) на море Лаптеви в делтата на река Лена;
- море Лаптеви в Северния Ледовит океан.
- проток Дмитрий Лаптев (73°00′ с. ш. 142°03′ и. д. / 73° с. ш. 142.05° и. д.), свързващ море Лаптеви с Източносибирско море, между остров Голям Ляховски на север и континента на юг.